# Punnettia micrommata
Punnettia micrommata är en djurart som tillhör fylumet slemmaskar, och som beskrevs av Stiasny-Wijnhoff 1936. Punnettia micrommata ingår i släktet Punnettia och familjen Drepanophoridae. Inga underarter finns listade i Catalogue of Life.